# Verbatim

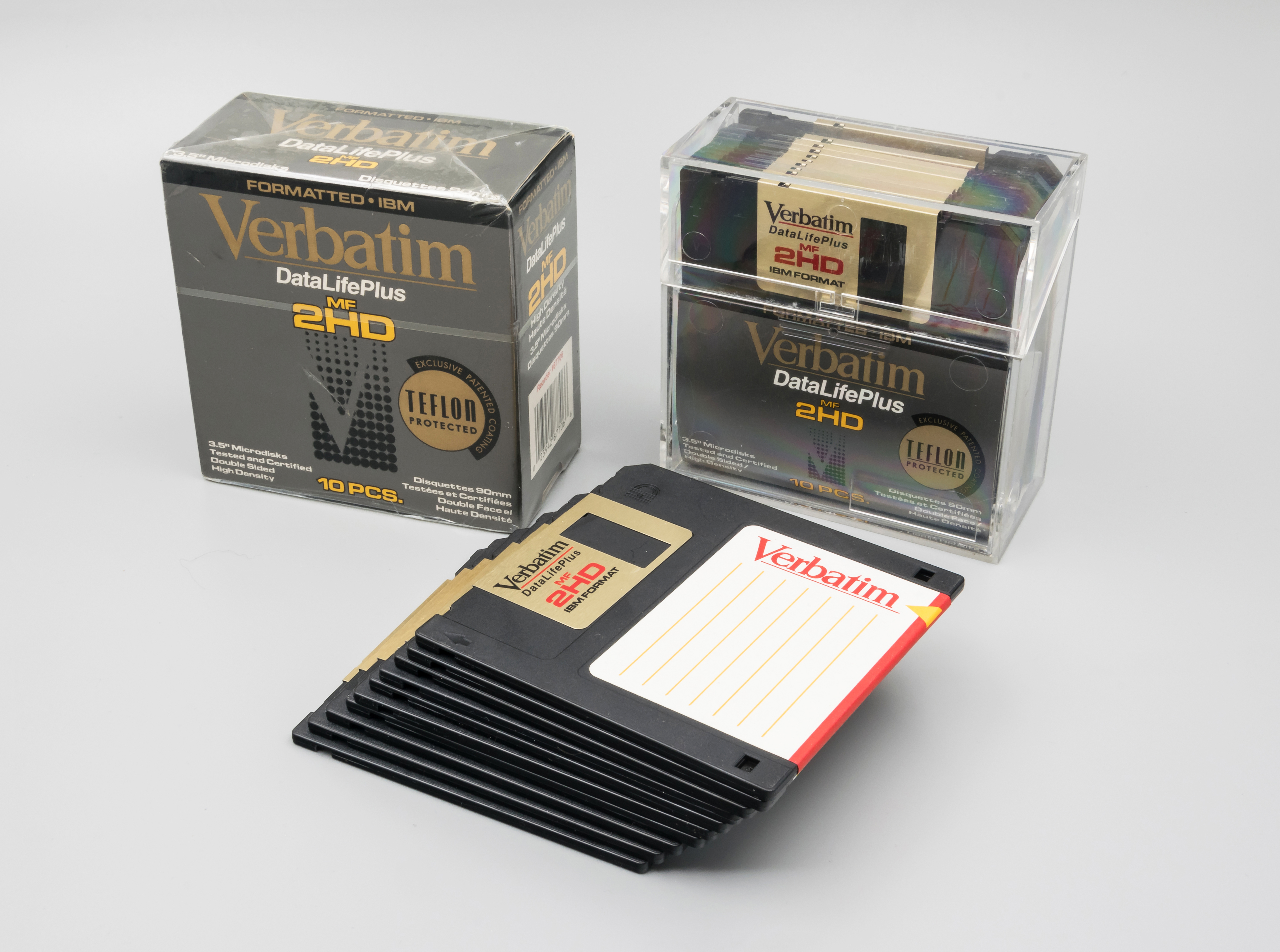
Dyskietki 3½ cala Verbatim

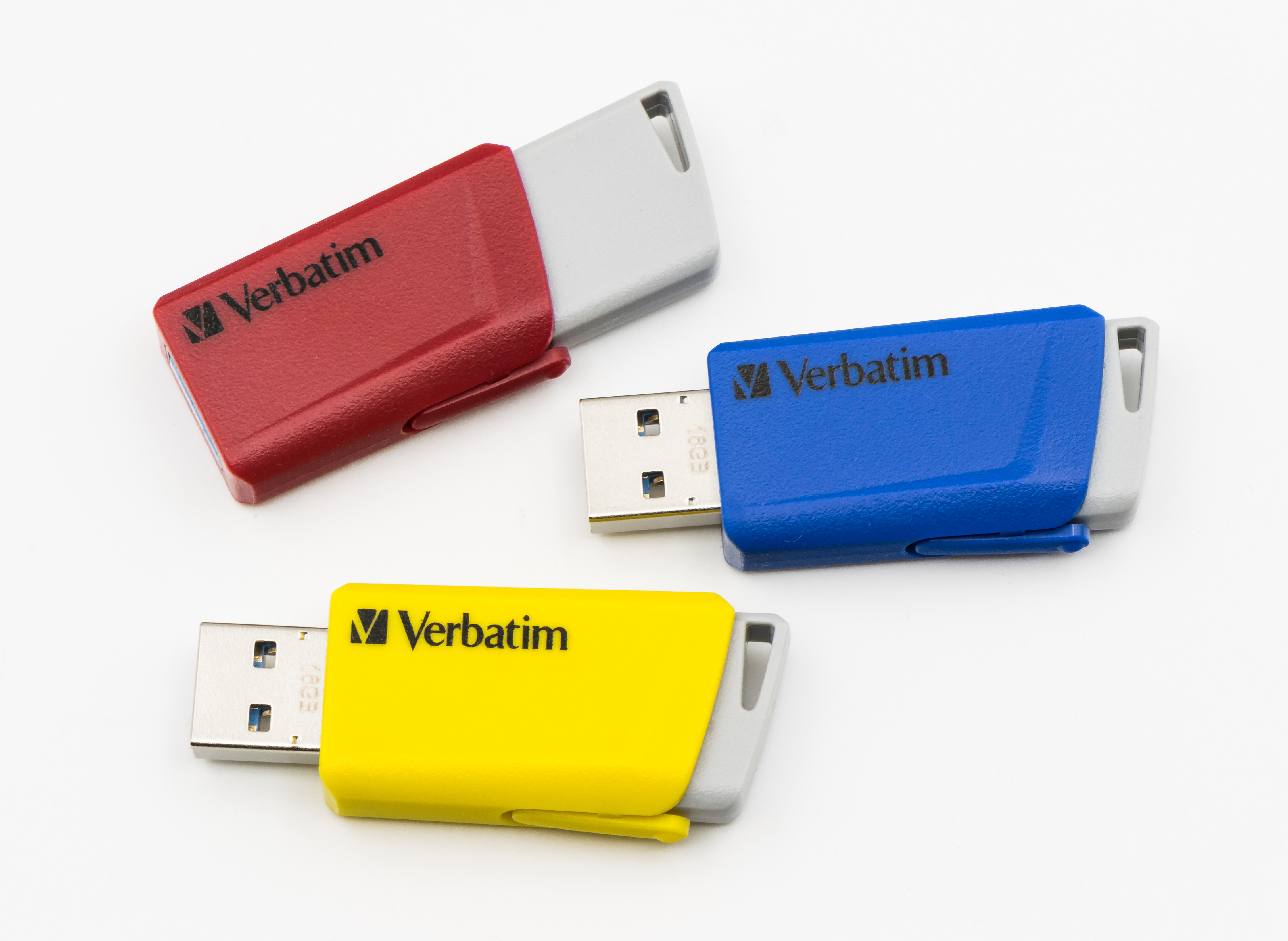
Pendrive’y Verbatim

Verbatim – marka produktów (głównie magnetycznych lub optycznych nośników danych) wytwarzanych od 1969 roku przez amerykańską firmę Information Terminals Corporation (w 1978 roku zmieniła nazwę na Verbatim Corporation). W 1982 roku Verbatim nawiązał współpracę z chemiczną częścią japońskiego koncernu Mitsubishi, a w 1990 roku Mitsubishi Kasei Corporation przejęło w całości Verbatim Corporation. W latach 1994–2009 na rynku japońskim marka Verbatim została zastąpiona marką Mitsubishi. W 2010 Mitsubishi Kagaku Media przywróciła markę Verbatim na rynku japońskim. W 2020 roku koncern Mitsubishi sprzedał firmę Mitsubishi Kagaku Media tajwańskiej firmie CMC Magnetics Corporation, która kontynuuje wytwarzanie produktów pod marką Verbatim.